# بريه سان جيرفيه (مترو باريس)
بريه سان جيرفيه (بالفرنسية: Pré-Saint-Gervais)‏ هي محطة مترو تابعة لمترو باريس تقع في فرنسا في الدائرة التاسعة عشرة في باريس.[بحاجة لمصدر]